# Planetal
Planetal település Németországban, azon belül Brandenburgban. Lakosainak száma 904 fő (2023. december 31.).

## Népesség
A település népességének változása:
| Lakosok száma | 930  | 925  | 898  | 914  | 904  |
|               | 2017 | 2019 | 2021 | 2022 | 2023 |